# (2496) Fernandus
(2496) Fernandus (1953 TC1) est un astéroïde de la ceinture principale, découvert le 8 octobre 1953 à l'observatoire Goethe Link près de Brooklyn, dans l'Indiana.